# Badilla
Badilla es una localidad española perteneciente al municipio de Fariza, en la provincia de Zamora, y la comunidad autónoma de Castilla y León.
Su término pertenece a la histórica y tradicional comarca de Sayago. Junto con las localidades Cozcurrita, Fariza, Mámoles, Palazuelo de Sayago, Tudera y Zafara, conforma el municipio de Fariza de Sayago.
Es atravesada por el arroyo Mimbre junto al que aparecen pequeños huertos rodeados de piedra y regados con cigüeñales —artilugio para sacar el agua de los pozos—, y en el que se encuentran cinco molinos: Cabildo, Carrizo, Pachón, Matarranas y Las Riveras. En la localidad también hay varias fuentes, entre las que destaca la de La Peral, con bóveda de cañón y dos abrevaderos tallados en granito.
La biodiversidad de su término ha sido protegida por la Unesco con la figura de reserva de la biosfera transfronteriza bajo la denominación de Meseta Ibérica, por la Unión Europea con la Red Natura 2000 y por la comunidad autónoma de Castilla y León con la figura de parque natural,  en estas dos últimas bajo la denominación de Arribes del Duero. La triple protección de este espacio natural busca preservar sus valores naturales, de gran valor paisajístico y faunístico, en el que destaca la presencia de aves como el buitre leonado, la cigüeña negra, el halcón peregrino, el alimoche, la chova piquirroja, el búho real, el águila real y el águila perdicera. Además, la notable conservación de este territorio le ha convertido en las últimas décadas en un punto de referencia del turismo de naturaleza.

## Topónimo
Existe la teoría de que el topónimo de esta localidad deriva de "vado", nombre con el que antiguamente se designaba a la persona que permitía el paso en barca hacia Miranda.

## Geografía física

### Ubicación
Badilla se encuentra situada en el suroeste zamorano. Hace frontera con Portugal. Dista 55 km de Zamora capital. 
Pertenece a la comarca de Sayago. Se integra dentro de la Mancomunidad Sayagua y el partido judicial de Zamora.
No posee ayuntamiento propio. Se encuentra integrada dentro del término municipal de Fariza.
Está dentro del parque natural de Arribes del Duero, un espacio natural protegido de gran atractivo turístico.
| Noroeste: Cércio (Portugal) | Norte: Miranda do Douro (Portugal) | Noreste: Gamones |
| Oeste:                      |                                    | Este: Argañín    |
| Suroeste: Cozcurrita        | Sur: Fariza                        | Sureste: Tudera  |

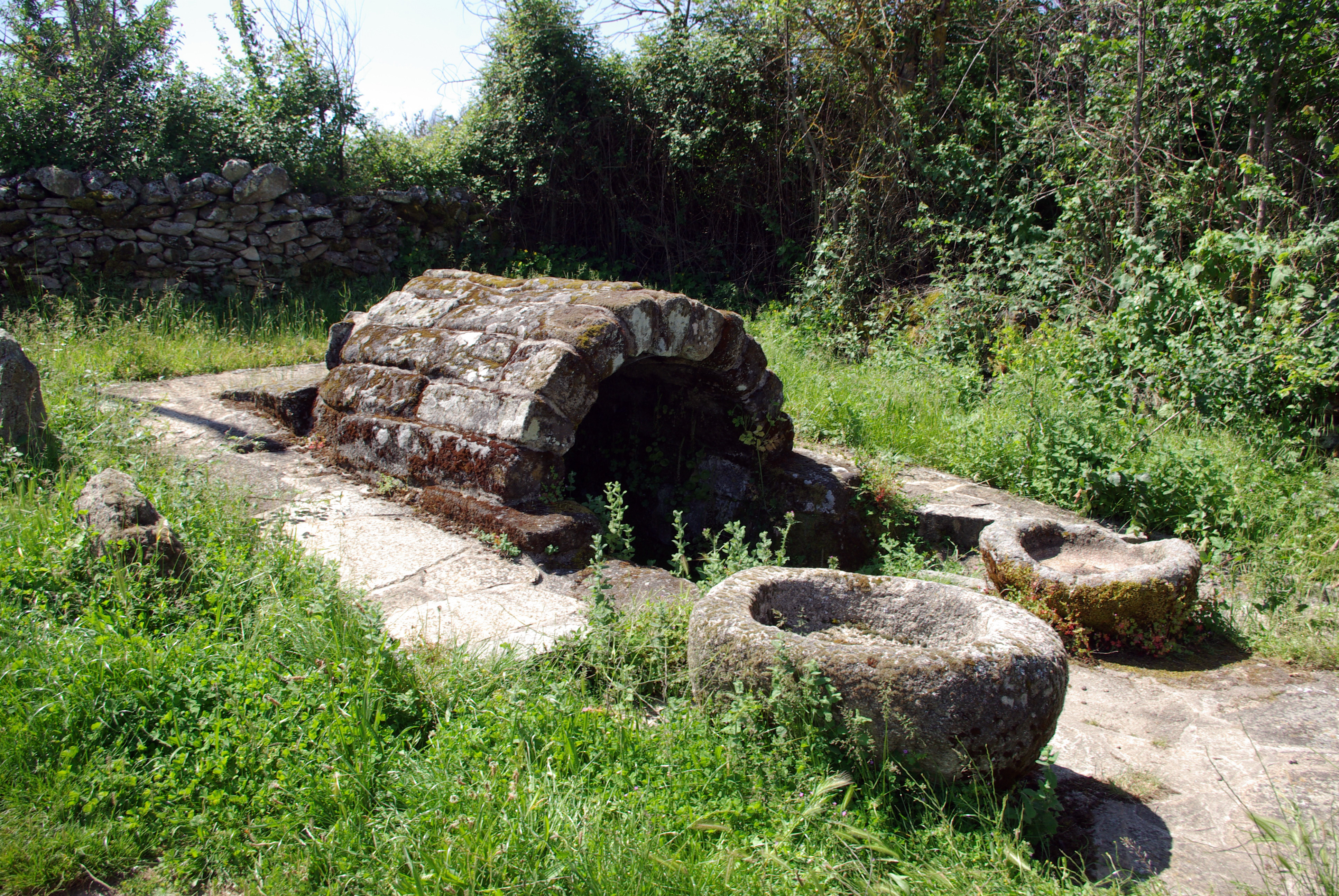
Fuente La Peral en Badilla
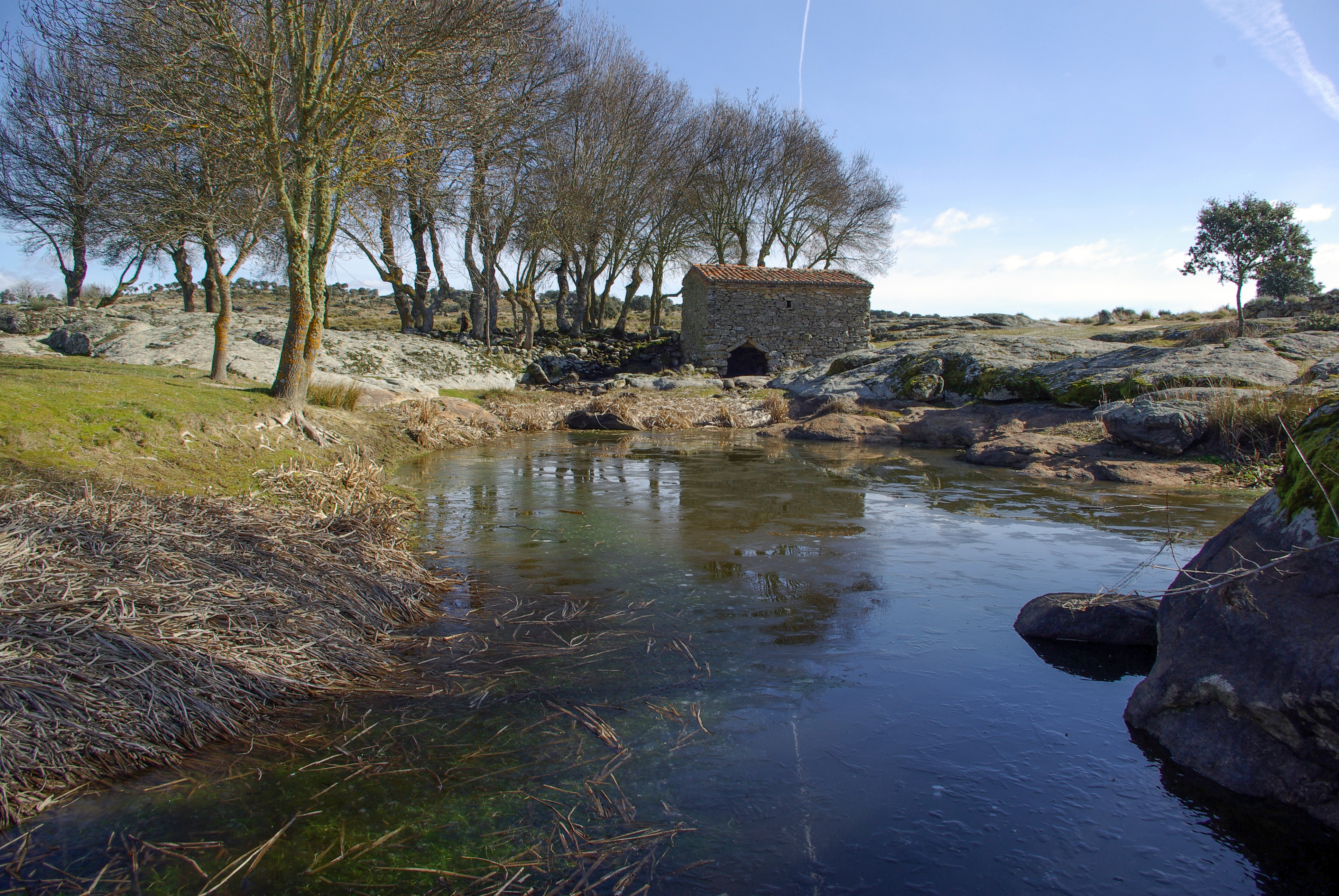
Molino Valduzón sobre el arroyo de la Mimbre
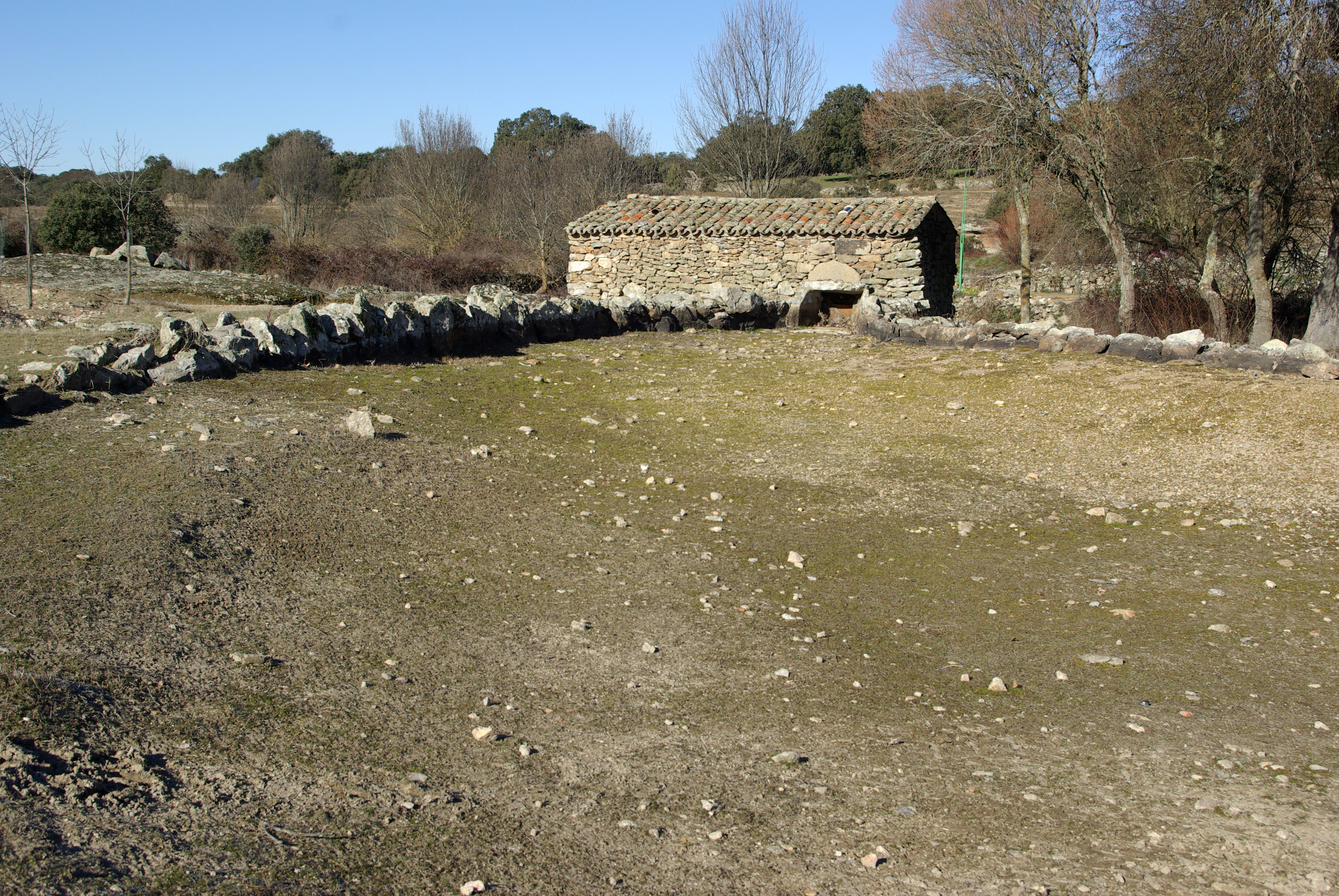
Molino Pachón sobre el arroyo de la Mimbre

## Historia
Su primer emplazamiento estuvo situado a medio kilómetro del actual, en el lugar que hoy se llama «El Castro o Alto del Carrasco», donde se han encontrado algunos restos de cerámica.
En la Edad Media, Badilla quedó integrado en el Reino de León, época en que habría sido repoblado por sus monarcas en el contexto de las repoblaciones llevadas a cabo en Sayago.
Posteriormente, en la Edad Moderna, Badilla estuvo integrado en el partido de Sayago de la provincia de Zamora, tal y como reflejaba en 1773 Tomás López en Mapa de la Provincia de Zamora.
Así, al reestructurarse las provincias y crearse las actuales en 1833, la localidad se mantuvo en la provincia zamorana, dentro de la Región Leonesa, integrándose en 1834 en el partido judicial de Bermillo de Sayago, dependencia que se prolongó hasta 1983, cuando fue suprimido el mismo e integrado en el partido judicial de Zamora.

## Geografía humana

### Demografía
| Gráfica de evolución demográfica de Badilla entre 1842 y 1960 |
| |
| Población de derecho según los censos de población del INE Población de hecho según los censos de población del INEEntre el censo de 1970 y el anterior, este municipio desaparece porque se integra en el municipio 49064 (Fariza) |

## Patrimonio
La iglesia de Nuestra Señora de la Expectación está situada en el costado más bajo del pueblo, lo que es algo poco frecuente en Sayago. Perteneció al arciprestazgo de Villardiegua de la Ribera, y era anejo a la de Argañín. El edificio posiblemente fuera de época románica, pero ha tenido diversas reformas a lo largo del tiempo. Es de planta rectangular, ligeramente más ancha que la cabecera, y con espadaña a los pies. Está dividida en tres tramos con arcos de medio punto ligeramente apuntados. Cuenta con añadidos en los laterales del crucero, el coro y sacristía, aprovechando los espacios entre contrafuertes. Cuenta con unas curiosas pinturas murales en el muro testero y en el muro lateral del crucero, lado del Evangelio.
Se conserva el edificio de la que fue la «ermita de San Leonardo» que, situada en el centro del pueblo, se ha reconvertido en consultorio médico. Conserva su portada original con arco de medio punto con dovelas bien labradas, pero ha perdido su espadaña y cuenta con nuevos huecos que no son de su construcción original.
En el arroyo, bordeado en sus dos márgenes por huertos con sus cigüeñales, se conservan, próximos al pueblo, tres molinos que aún siguen funcionando: El Cabildo, El Carrizo y El Molino Pachón.
Las fuentes La Peral, Eras de Arriba y La Nueva, de las que los vecinos se servían antes de existir el agua corriente, se hallan en buen estado de conservación.
Asimismo, dispone Badilla de varios puentes rústicos, medievales casi todos, algunos de ellos poco favorecidos por las nuevas reparaciones.